# Pelsonsuo
Pelsonsuo är en sumpmark i Finland. Den ligger i Vaala i landskapet Kajanaland, i den centrala delen av landet, 500 km norr om huvudstaden Helsingfors.